# Grand Pont d'Ornans
Le Grand Pont est un pont sur la Loue situé sur la commune d'Ornans dans le département du Doubs en France.

## Localisation
Le pont, situé au centre de la ville, est le point de passage principal entre les quartiers rive droite et rive gauche de la Loue.

## Historique
Le pont a été construit au XVIIe siècle. Il est inventorié dans la base Mérimée depuis 1976.

## Description
Les dimensions du pont sont de 8 mètres de large et 36 mètres de long. Il est constitué de trois arches en anse de panier formant dos d'âne. Les piles sont équipées d'avant-becs de forme semi-cylindrique.

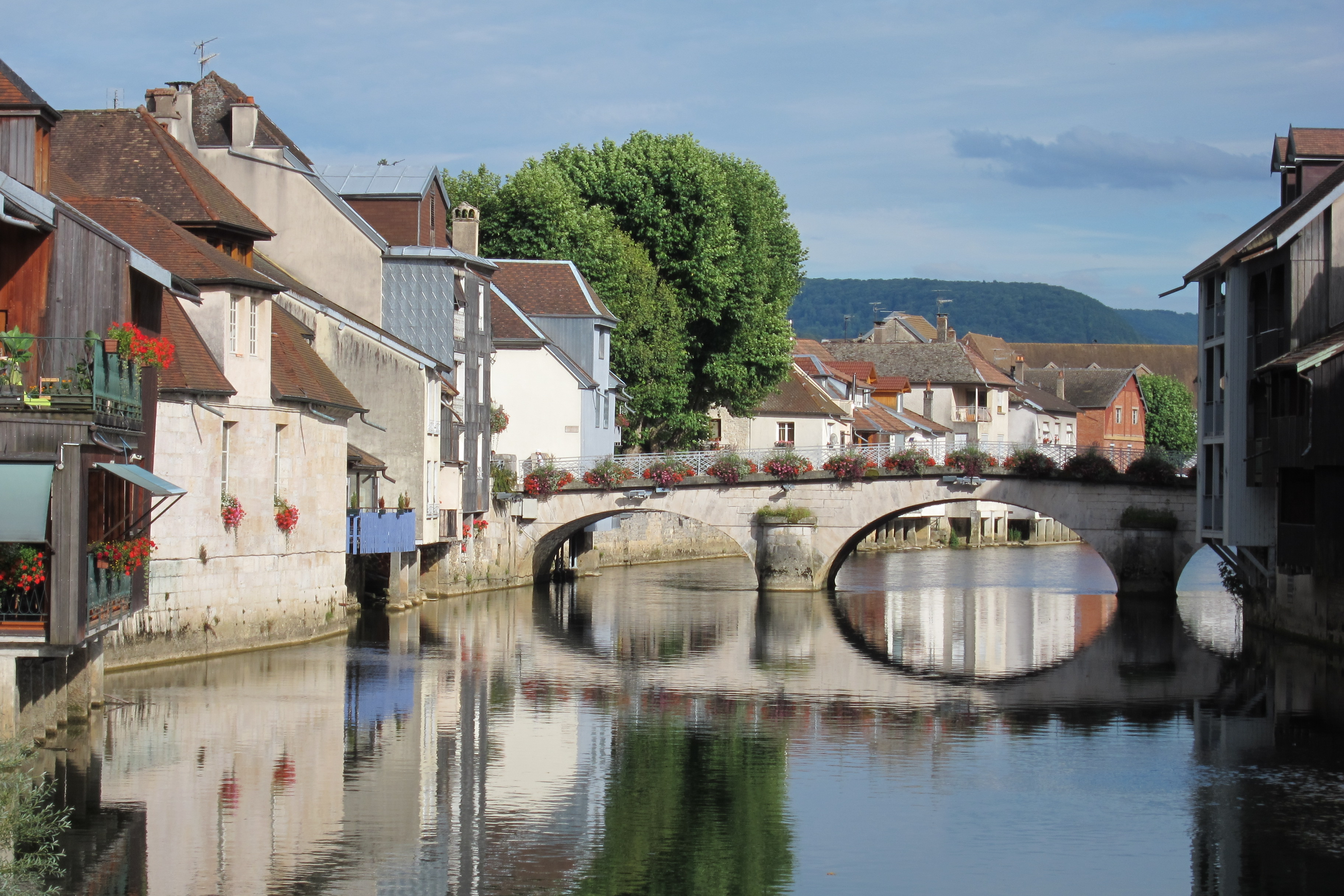
Le Grand Pont (vue aval)
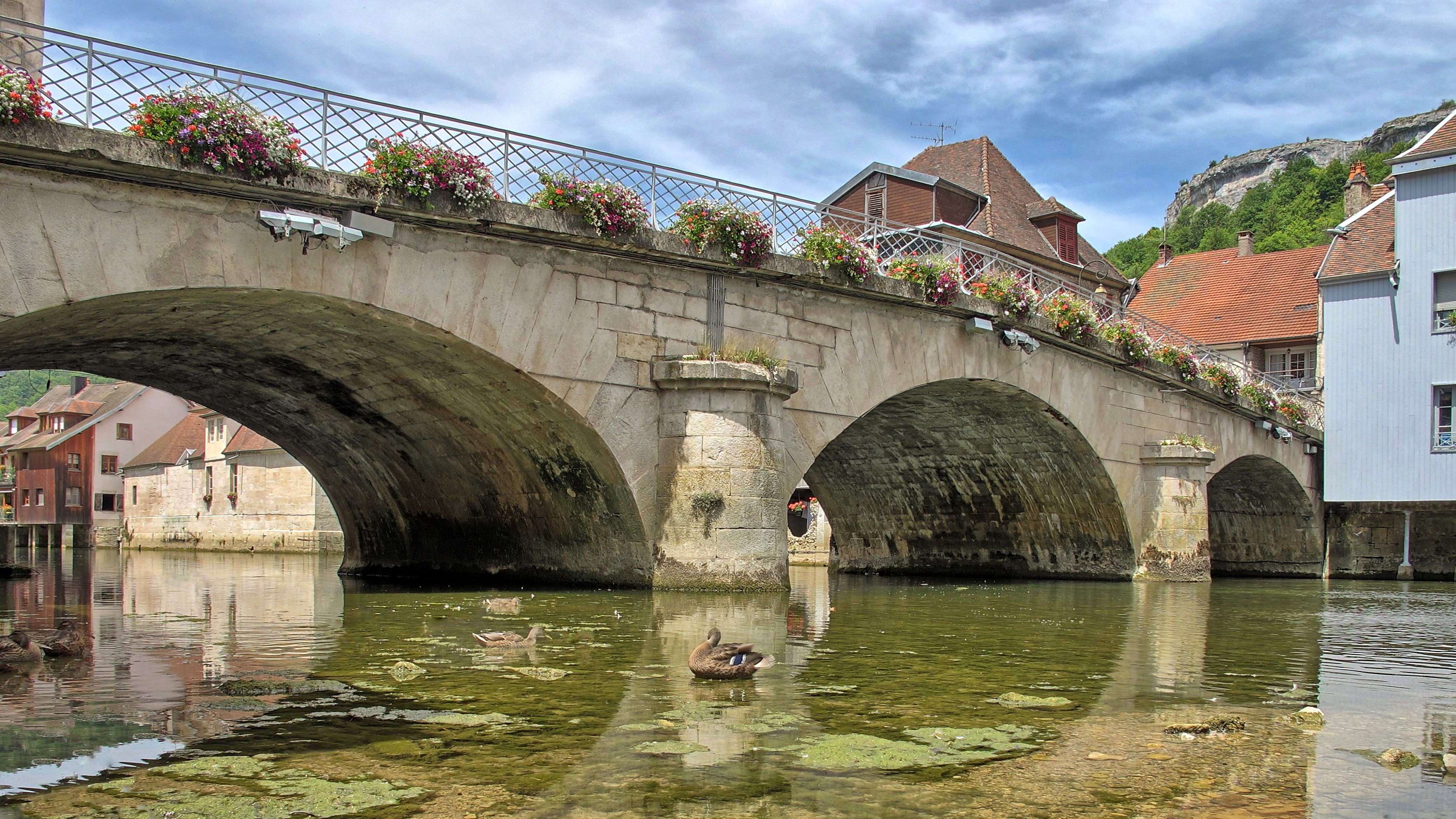
Le Grand Pont (gros plan amont).